# Weinmannia icacifolia
Weinmannia icacifolia är en tvåhjärtbladig växtart som först beskrevs av Luciano Bernardi, och fick sitt nu gällande namn av Luciano Bernardi. Weinmannia icacifolia ingår i släktet Weinmannia och familjen Cunoniaceae. Inga underarter finns listade i Catalogue of Life.